# André Cassadou
André Cassadou est un homme politique français né le 4 juin 1854 à Carbon-Blanc (Gironde) et décédé le 17 octobre 1938 à Saint-Loubès (Gironde).
Négociant en vins, il est député de la Gironde de 1910 à 1914, inscrit au groupe de l'Action libérale. Sévèrement battu en 1914, il quitte la vie politique.

### Sources
- « André Cassadou », dans le Dictionnaire des parlementaires français (1889-1940), sous la direction de Jean Jolly, PUF, 1960 [détail de l’édition]